# Wandelend naar de Nieuwmarkt
Wandelend naar de Nieuwmarkt is een beeldengroep staande in Amsterdam-Centrum.
Kunstenaar Martie van de Loo kreeg van de gemeente Amsterdam rond 1984 de opdracht artistieke kunstwerken te leveren voor de Varkenssluis (onder Amsterdammers beter bekend als de Pillenbrug) en de Paulusbroedersluis. Deze bruggen liggen over de Oudezijds Voorburgwal (op de scheidslijn Damstraat en Oude Doelenstraat) en Oudezijds Achterburgwal (de scheidslijn Oude Doelenstraat en Oude Hoogstraat). De beelden geven mensfiguren weer, maar zonder benen. Het zijn gedrongen wandelaars tussen Dam naar de Nieuwmarkt. De mensen hebben een oosters uiterlijk, een verwijzing naar de hier dichtbij liggende Chinese buurt rond de Nieuwmarkt (sommige straatnamen zijn in het Chinees aangegeven). 
De oorspronkelijke beelden vielen ten prooi aan vandalen, sommige werden omvergereden, andere onthoofd. Na een aantal aanslagen op de beelden kreeg de kunstenaar het verzoek nieuwe beelden te maken die beter weerstand moesten bieden aan de vandalen. Van der Loo maakte nieuwe, waarbij de armen van graniet werden. De gemeente wilde de beelden echter liever niet terug op de Varkenssluis en stelde ze voor ze op de Jodenbreestraat te zetten. Uiteindelijk kwamen de vier exemplaren weer terug op de Varkenssluis, maar dan wel op een gemetselde sokkel met steen, die door toeristen als bankjes worden gebruikt. De stijl van de vier lijkt geïnspireerd op het bouwstijl Amsterdamse School met kleurstelling en metselverband. De nieuwe beelden werden op 12 oktober 2011 onthuld in het kader van Project 1012.

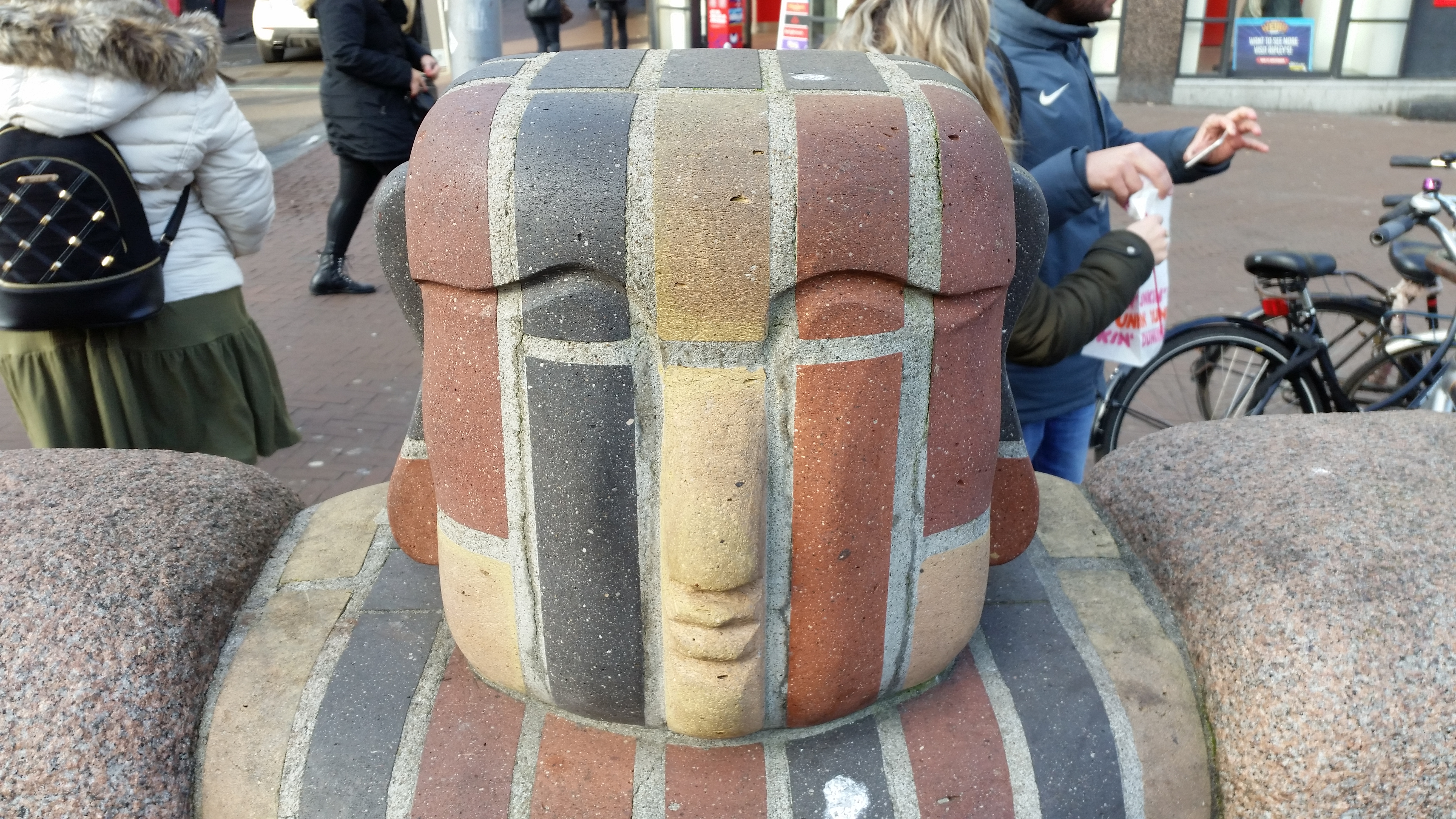
Een van de koppen (januari 2020)